# Tamsin Greig
Tamsin Greig (pronunțat [ˈtæmzɪn ˈɡrɛɡ], n. 12 iulie 1966, Maidstone, Anglia, Regatul Unit) este o actriță britanică.

## Biografie
S-a născut în data de 23 februarie 1967 la Londra, având rădăcini scoțiene și evreiești. A crescut în Camden (Londra), mutându-se la vârsta de trei ani în Kilburn. A urmat Malorees Junior School, iar apoi Camden School for Girls unde s-a remarcat la discipline precum engleza, franceza și matematica și a absolvit în cele din urmă cu first class honours degree (cea mai bună performanță în învățământul britanic) Universitatea din Birmingham, secția Dramă și Arte Teatrale. În 1996 s-a întors la Londra pentru a se îngriji de tatăl ei, convertindu-se în această perioadă la creștinism (după ce a fost crescută într-un mediu ateu). Este căsătorită cu actorul Richard Leaf, pe care l-a întâlnit pe platourile de filmare ale producției Neverwhere (1996), împreună cu care are trei copii.

## Cariera
Și-a început cariera ca actriță în piesele de teatru radiofonic (The Archers și Absolute Power realizate și difuzate de BBC Radio 4). În anii 1990 a început să joace roluri minore în producții de televiziune, primul rol major fiind Fran Katzenjammer în comedia Black Books unde a jucat alaturi de Dylan Moran și Bill Bailey. În 2004 a jucat din nou alături de Dylan în filmul Shaun of the Dead, iar în anul următor a apărut într-un episod („The Long Game”) al unui serial SF realizat de BBC, Doctor Who, episod în care apare și Simon Pegg, scenarist și actor din Shaun of the Dead. Începând din 2004 a interpretat personajul principal (Dr. Caroline Todd) din Green Wing, rolul aducându-i în 2005 premiul Royal Television Society la categoria „Best Comedy Performance”. În 2009 a apărut în rolul Edith Frank într-o producție BBC nouă: Jurnalul Annei Frank și în filmul Emma.